# Louco (personagem)
Louco (junção das primeiras letras de cada um de seus nomes; Licurgo Orival Umbelino Cafiaspirino de Oliveira) é um personagem de histórias em quadrinhos da Turma da Mônica. Foi criado em 1973, pelo roteirista Marcio Araújo, irmão de Mauricio de Sousa. A aparência do personagem é inspirada no desenhista Sidnei Salustre, um antigo funcionário da Maurício de Sousa Produções. O personagem estreou na primeira edição da revista Cebolinha publicada em 1973, pela Editora Abril, como um coadjuvante nas histórias do Cebolinha. A "loucura" do personagem é explorada por meio de metalinguagem. Louco não possuía uma revista em quadrinhos de histórias inéditas, mas já teve alguns títulos como edições da Coleção Um Tema Só da Editora Globo e um almanaque de republicações publicado desde 2011 pela Panini Comics. Apareceu nos especiais MSP 50 (2009) e Ouro da Casa (2012) e em Turma da Mônica Jovem, onde é visto como um professor. Aparentemente curado, em 2015, ganhou uma graphic novel da linha Graphic MSP, Louco: Fuga, escrita e desenhada por Rogério Coelho.

## Aparições no cinema
O personagem teve aparição no filme live-action de 2019, Turma da Mônica: Laços, sendo interpretado por Rodrigo Santoro.